# جید کارگیل
جید کارگیل (انگلیسی: Jade Cargill؛ زادهٔ ۳ ژوئن ۱۹۹۲) کشتی‌گیر کشتی حرفه‌ای و بازیکن بسکتبال اهل ایالات متحده آمریکا است.